# Mark Pegg
Mark Pegg (Londres, 21 de dezembro de 1969) é um ator e produtor britânico. Em 2006, produziu o longa-metragem Heroes and Villains, estrelado por James Corden e Jenny Agutter e em 2007, foi o produtor executivo do documentário Tovarisch, I Am Not Dead, de Stuart Urban.